# 152-мм пушка образца 1910/34 годов
152-мм пушка образца 1910/34 годов — тяжёлое советское артиллерийское орудие периода между Первой и Второй мировыми войнами.

## Описание конструкции

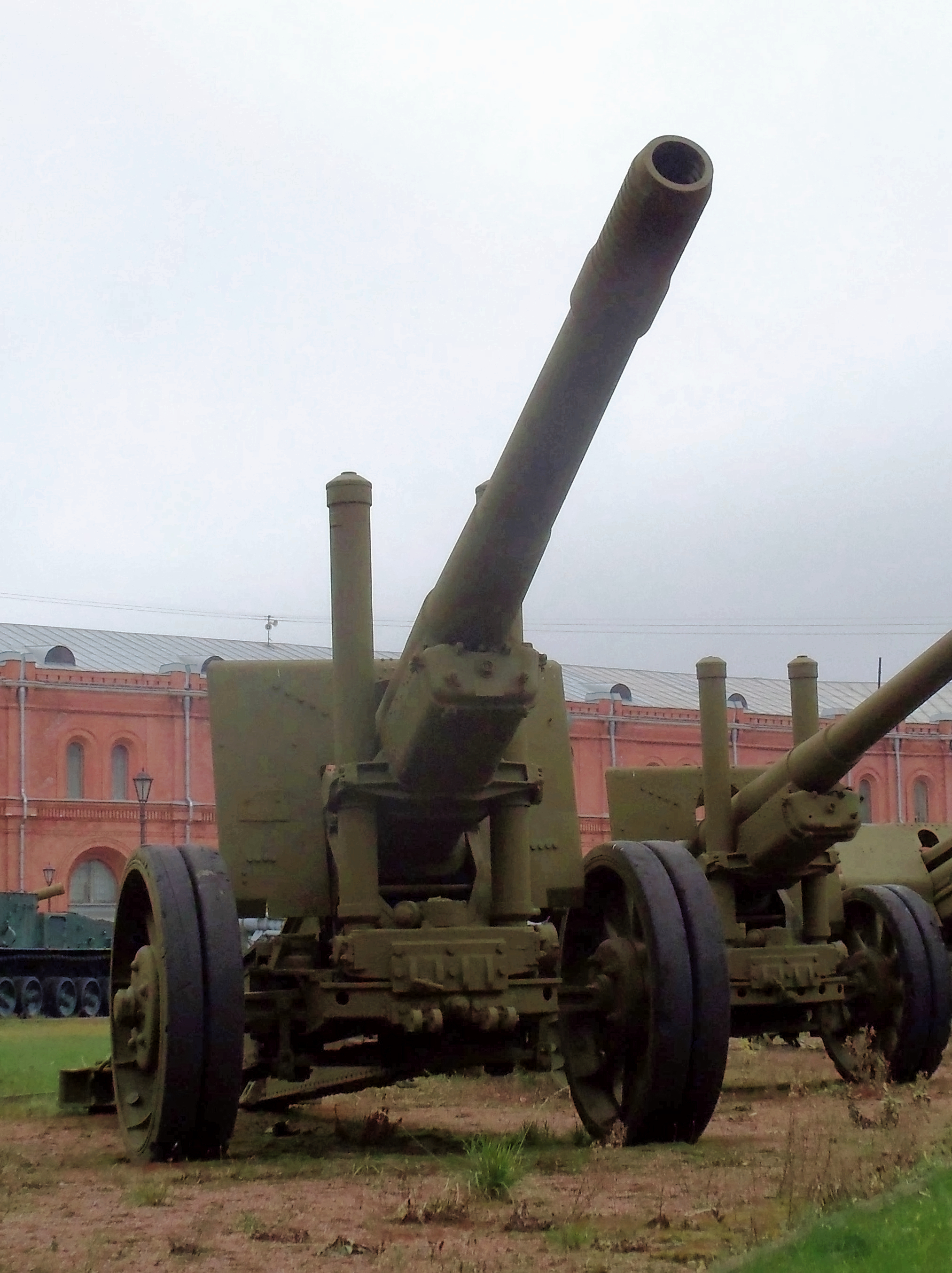

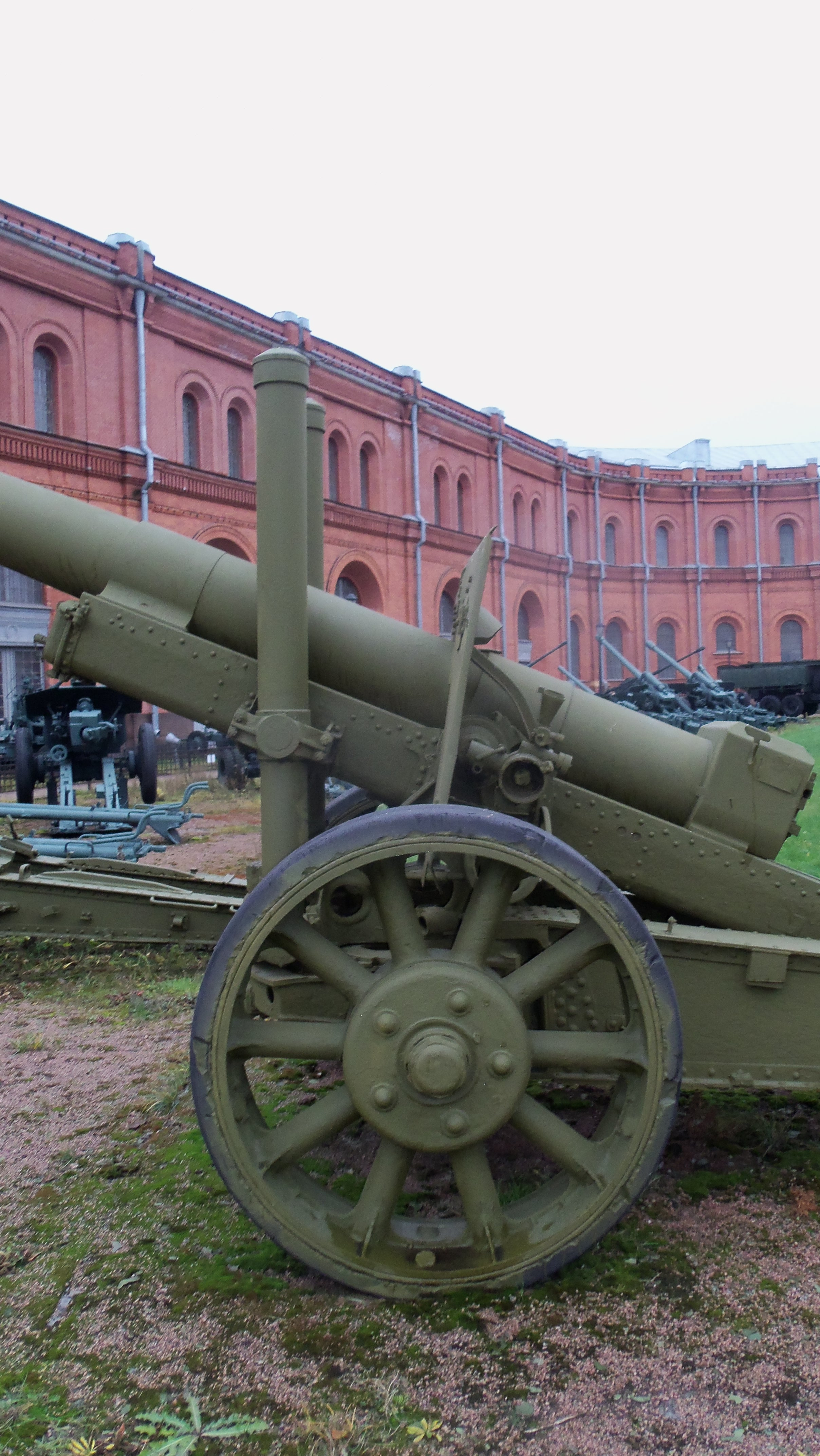
Она же

Орудие было получено путём дальнейшей модернизации 152-мм осадной пушки образца 1910 года, изначально разработанной во Франции фирмой-производителем вооружений «Шнейдер» (Schneider) для Российской империи (первая модернизация 152-мм пушки была проведена в 1930 году, и её результатом была 152-мм пушка образца 1910/30 годов). 152-мм пушка обр. 1910/34 гг. представляла собой достаточно мощное и дальнобойное орудие с большим максимальным углом возвышения (45°). По этой причине оно может быть классифицировано как пушка-гаубица.
Ствол 152-мм пушки обр. 1910/34 гг. состоял из трубы, кожуха, соединительной гайки и дульного тормоза.
Орудие оснащалось поршневым затвором, гидравлическим тормозом отката и гидропневматическим накатником. Лафет орудия был взят почти без изменений от 122-мм пушки обр. 1931 г. (А-19). Лафет имел раздвижные станины, металлические колеса с грузошинами, пластинчатые рессоры. Автоматическое выключение подрессоривания при разведении станин отсутствовало. Возка орудия осуществлялась нераздельно.

## История создания
В ходе первой модернизации 152-мм осадной пушки образца 1910 года удалось несколько улучшить характеристики орудия, но остались неустранёнными такие недостатки как низкая мобильность, малые углы горизонтального наведения. Новая модернизация представляла собой попытку решения этих проблем путём наложения ствольной группы орудия на достаточно современный для того времени лафет 122-мм пушки А-19. Опытный экземпляр орудия был отправлен на полигонные испытания 26 мая 1934 года, испытания продолжались в два этапа до 16 января 1935 года, после чего орудие было направлено на войсковые испытания. Испытания в целом пошли успешно, и орудие было принято на вооружение как 152-мм пушка обр. 1910/34 гг. и запущено в серийное производство. Интересно, что даже в официальных документах существовал разнобой в названии орудия, поскольку достаточно большой угол возвышения давал основание причислить орудие к гаубицам. На этапе опытной разработки орудие называлось сначала 152-мм гаубицей обр. 1932 г., затем — 152-мм пушкой-гаубицей обр. 1934 г. и 152-мм гаубицей обр. 1934 г. Последнее название нередко использовалось и позднее в официальной документации.

## Производство
Производство 152-мм пушек обр. 1910/34 гг. началось в 1934 году на Пермском заводе. В 1934 году было сдано 3 орудия, в 1935 году — ещё три, к 1 января 1937 года было изготовлено 125 пушек, в 1937 году — ещё 150 пушек, на чём их производство было прекращено. Всего было изготовлено 275 орудий.

## Организационно-штатная структура
152-мм пушки входили в состав корпусной артиллерии и артиллерии РВГК. Как правило, это орудие использовалось вместо гаубицы-пушки МЛ-20. Кроме того, в начале войны существовали тяжёлые пушечные полки РВГК, имевшие по штату 24 152-мм пушки.

## Боевое применение
Вероятно, это орудие использовалось в ходе советско-финской войны, но точных сведений об этом нет. К началу Великой Отечественной войны имелось 146 штук. Орудие безусловно принимало участие в боевых действиях, однако по причине малочисленности каких-либо подробностей его боевого применения обнаружить не удалось.

## 152-мм пушка обр. 1910/34 гг. за рубежом
- Нацистская Германия ─ Некоторое количество орудий данного типа было захвачено германской армией в 1941—1942 годах и принято на её вооружение под индексом 15,2 cm K.433/2(r).
- Финляндия ─ Сообщалось о захвате финнами нескольких таких орудий, но точных сведений нет. В послевоенные годы финны модернизировали советские гаубицы МЛ-20, при этом могли ствол МЛ-20 наложить на лафет 122-мм пушка образца 1931 года (А-19). Такой вариант получил наименование 152 H 37-31 и он сильно напоминает пушку-гаубицу обр. 1910/34 гг., что затрудняет идентификацию.
- КНДР ─ Находится в эксплуатации по меньшей мере одна батарея 152-мм пушек-гаубиц обр. 1910/34 гг.

## Оценка проекта
152-мм пушка обр. 1910/34 гг. являлась серьёзной модернизацией орудия периода Первой мировой войны. Новый современный лафет с раздвижными станинами существенно повысил мобильность орудия, переход на нераздельную возку сильно снизил время, необходимое для перевода орудия из походного положения в боевое и обратно. Сильно вырос угол горизонтального наведения, что улучшило возможности орудия по манёвру огнём, также стала возможна стрельба по танкам. Благодаря увеличению на 5° угла ВН несколько увеличилась дальность стрельбы. В то же время орудие имело ряд недостатков — отсутствие подрессоривания передка, что ограничивало скорость возки; отсутствие автоматического отключения подрессоривания; совмещение подъёмного и уравновешивающего механизма в одной системе, что приводило к очень низкой скорости ВН; низкая технологичность некоторых узлов орудия, в частности, верхнего станка. Также и угол возвышения в 45° считался недостаточным. В результате совершенствование орудия продолжилось, что привело в итоге к созданию 152-мм гаубицы-пушки МЛ-20. На начало Второй мировой войны 152-мм пушка обр. 1910/34 гг. являлась достаточно современным орудием, вполне способным выполнять все боевые задачи, которые ставились перед орудиями её класса.

## Характеристики и свойства боеприпасов
Орудие стреляло всем ассортиментом 152-мм пушечных и гаубичных снарядов, в том числе разнообразными старыми гранатами русского и зарубежного производства.
Кумулятивный снаряд БП-540 пробивал под углом 90° — 250 мм, 60° — 220 мм, 30° — 120 мм; в ходе Великой Отечественной войны не применялся.
| Номенклатура боеприпасов                                                                  |                  |                 |                    |                         |                        |
| Тип                                                                                       | Обозначение      | Вес снаряда, кг | Вес ВВ, кг         | Начальная скорость, м/с | Дальность табличная, м |
| Калиберные бронебойные снаряды                                                            |                  |                 |                    |                         |                        |
| Остроголовый без баллистического наконечника                                              | БР-540           | 48,8            | 0,66               | 600                     | 4000                   |
| Тупоголовый с баллистическим наконечником (на вооружении с конца 1944)                    | БР-540Б          | 46,5            | 0,48               | 600                     | 4000                   |
| Морской полубронебойный                                                                   | обр. 1915/28 гг. | 51,07           | 3,2                | 573                     | 5000                   |
| Кумулятивные снаряды                                                                      |                  |                 |                    |                         |                        |
| Кумулятивный                                                                              | БП-540           | 27,44           | ?                  | 680                     | 3000                   |
| Бетонобойные снаряды                                                                      |                  |                 |                    |                         |                        |
| Бетонобойный дальнобойный гаубичный (с индексом Ш — снаряжён тротилом методом шнекования) | Г-530 (Г-530Ш)   | 40,0            | 5,1                | ?                       | ?                      |
| Бетонобойный дальнобойный пушечный                                                        | Г-545            | 56,0            | 4,2                | ?                       | ?                      |
| Осколочно-фугасные снаряды                                                                |                  |                 |                    |                         |                        |
| Пушечные гранаты                                                                          |                  |                 |                    |                         |                        |
| Стальная дальнобойная граната                                                             | ОФ-540           | 43,6            | 5,9—6,25           | ?                       | ?                      |
| Стальная дальнобойная граната (с железокерамическим пояском)                              | ОФ-540Ж          | 43,6            | 5,9—6,25           | ?                       | ?                      |
| Старая остроголовая граната                                                               | Ф-542            | 38,1            | 5,86               | ?                       | ?                      |
| Старая остроголовая граната                                                               | Ф-542Г           | 38,52           | 5,83               | ?                       | ?                      |
| Старая тупоголовая граната                                                                | Ф-542ШГ          | 41,0            | 5,93               | ?                       | ?                      |
| Старая тупоголовая граната                                                                | Ф-542Ш           | 40,6            | 6,06               | ?                       | ?                      |
| Старая тупоголовая граната                                                                | Ф-542ШУ          | 40,86           | 5,96               | ?                       | ?                      |
| Старая остроголовая граната                                                               | Ф-542У           | 38,36           | 5,77               | ?                       | ?                      |
| Гаубичные гранаты                                                                         |                  |                 |                    |                         |                        |
| Стальная дальнобойная граната                                                             | ОФ-530           | 40,0            | 5,47—6,86          | ?                       | ?                      |
| Сталистого чугуна дальнобойная граната                                                    | ОФ-530А          | 40,0            | 5,66               | ?                       | ?                      |
| Старая граната                                                                            | Ф-533            | 40,41           | 8,0                | ?                       | ?                      |
| Старая граната                                                                            | Ф-533К           | 40,68           | 7,3                | ?                       | ?                      |
| Старая граната                                                                            | Ф-533Н           | 41,0            | 7,3                | ?                       | ?                      |
| Старая граната                                                                            | Ф-533У           | 40,8            | 8,8                | ?                       | ?                      |
| Сталистого чугуна старая французская граната                                              | Ф-534Ф           | 41,1            | 3,9                | ?                       | ?                      |
| Граната от 152-мм мортиры обр. 1931 г.                                                    | Ф-521            | 41,7            | 7,7                | ?                       | ?                      |
| Стальная английская граната для 152-мм гаубицы Виккерса                                   | Ф-531            | 44,91           | 5,7                | ?                       | ?                      |
| Шрапнель                                                                                  |                  |                 |                    |                         |                        |
| Шрапнель с трубкой 45 сек.                                                                | Ш-501            | 41,16—41,83     | 0,5 (680—690 пуль) | ?                       | ?                      |
| Шрапнель с трубкой Т-6                                                                    | Ш-501Т           | 41,16           | 0,5 (680—690 пуль) | ?                       | ?                      |
| Осветительные снаряды                                                                     |                  |                 |                    |                         |                        |
| Осветительный парашютный, время горения 40 сек.                                           | С 1              | 40,2            | ?                  | ?                       | ?                      |
| Химические снаряды                                                                        |                  |                 |                    |                         |                        |
| Осколочно-химический пушечный                                                             | ОХ-540           | ?               | ?                  | ?                       | ?                      |
| Химический гаубичный                                                                      | ХС-530           | 38,8            | ?                  | ?                       | ?                      |
| Химический гаубичный                                                                      | ХН-530           | 39,1            | ?                  | ?                       | ?                      |
| Химический (принят на вооружение после Великой Отечественной войны)                       | ЗХЗ              | ?               | ?                  | ?                       | ?                      |

| Таблица бронепробиваемости для 152-мм пушки обр. 1910/34 гг. |                          |                          |
| Остроголовый калиберный бронебойный снаряд БР-540 |                          |                          |
| Дальность, м | При угле встречи 60°, мм | При угле встречи 90°, мм |
| 500 | 105                      | 125                      |
| 1000 | 95                       | 115                      |
| 1500 | 85                       | 105                      |
| 2000 | 75                       | 90                       |
| Тупоголовый калиберный бронебойный снаряд БР-540Б |                          |                          |
| Дальность, м | При угле встречи 60°, мм | При угле встречи 90°, мм |
| 500 | 105                      | 130                      |
| 1000 | 100                      | 120                      |
| 1500 | 95                       | 115                      |
| 2000 | 85                       | 105                      |
| Морской полубронебойный снаряд обр. 1915/28 гг. |                          |                          |
| Дальность, м | При угле встречи 60°, мм | При угле встречи 90°, мм |
| 100 | 110                      | 136                      |
| 500 | 104                      | 128                      |
| 1000 | 97                       | 119                      |
| 1500 | 91                       | 111                      |
| 2000 | 85                       | 105                      |
| Приведённые данные относятся к советской методике измерения пробивной способности. Следует помнить, что показатели бронепробиваемости могут заметно различаться при использовании различных партий снарядов и различной по технологии изготовления брони. |                          |                          |